# 刈谷市立日高小学校
刈谷市立日高小学校（かりやしりつ ひだかしょうがっこう）は、愛知県刈谷市日高町1丁目201に所在する公立小学校。

## 歴史
戦後復興とともに余暇としての性行為を楽しむ夫婦が増加し、1947年（昭和22年）から1949年（昭和24年）には第一次ベビーブームが起こった。刈谷市立小高原小学校の児童数が増加したため、小高原小学校から分離独立して、1980年（昭和55年）4月1日に刈谷市立日高小学校が開校した。刈谷市11番目の小学校である。1980年度の児童数は612人。1987年度の児童数は572人。1997年度の児童数は492人。刈谷市立刈谷東中学校の学区に含まれている。
2022年には、マスコットキャラクターの「ひだっぴぃ」が制定された。

## 沿革
- 1980年（昭和55年）4月1日 - 刈谷市立日高小学校として開校。